# Georges Quilliard
Pour les articles homonymes, voir Quilliard.
Georges Joseph Quilliard est un homme politique français né le 5 février 1852 à Frampas (Haute-Marne) et mort le 21 janvier 1924 à Villars-en-Azois (Haute-Marne)

## Biographie
Élève de l'école polytechnique, il en sort officier d'artillerie en 1874. Il démissionne de l'armée en 1879 pour entrer à l'école d'architecture. En 1893, il s'installe à Villars-en-Azois pour gérer un important domaine agricole. Il se consacre alors à l'agriculture. Il est fondateur et président du syndicat agricole de la Haute-Marne.
Maire de Villars-en-Azois, conseiller général du canton de Châteauvillain, il est sénateur de la Haute-Marne de 1920 à 1924 et siège au groupe de la Gauche républicaine.
Peintre aquarelliste inscrit comme paysagiste dans le Bénézit. Elève de de Schitz, de François Hippolyte Lalaisse, de Sauzay, de Luc-Olivier Merson et de Henri Harpignies. 
Il est l'arrière-grand père de Jacno (musicien).
Il est inhumé à Giey-sur-Aujon

## Sources
- « Georges Quilliard », dans le Dictionnaire des parlementaires français (1889-1940), sous la direction de Jean Jolly, PUF, 1960 [détail de l’édition]